# Clévilliers
Clévilliers – miejscowość i gmina we Francji, w Regionie Centralnym, w departamencie Eure-et-Loir.
Według danych na rok 1990 gminę zamieszkiwało 549 osób, a gęstość zaludnienia wynosiła 35 osób/km² (wśród 1842 gmin Regionu Centralnego Clévilliers plasuje się na 645. miejscu pod względem liczby ludności, natomiast pod względem powierzchni na miejscu 852.).